# Грую (Нукшоара, Арджеш)
Грую (рум. Gruiu) — село у повіті Арджеш в Румунії. Входить до складу комуни Нукшоара.
Село розташоване на відстані 144 км на північний захід від Бухареста, 52 км на північ від Пітешть, 134 км на північний схід від Крайови, 75 км на південний захід від Брашова.

## Населення
За даними перепису населення 2002 року у селі проживали 145 осіб, усі — румуни. Усі жителі села рідною мовою назвали румунську.